# André Maas
Andreanus Wilhelmus (André) Maas (Maastricht, 20 september 1934 – aldaar, 15 maart 1997) was een Nederlands voetbalspeler- en trainer.
Maas was jarenlang succesvol trainer bij verscheidene Limburgse amateurclubs, tot hij in 1974 hulptrainer werd bij Eredivisionist MVV. Een jaar later werd hij door de club gepromoveerd tot hoofdtrainer als opvolger van Leo Canjels. Onder Maas' leiding degradeerde MVV dat seizoen voor het eerst uit de Eredivisie. Anderhalf jaar later werd hij aangesteld als trainer van Boom FC, waarmee hij een aantal maanden later degradeerde uit de Belgische eerste klasse. Nadien keerde hij weer terug naar Nederland om als amateurtrainer verder te gaan. Als speler was Maas actief bij Kimbria, MVV en Standaard.

## Loopbaan

### Amateurvoetbal
Maas was een linksachter en kwam via de amateurs van Kimbria bij MVV terecht, waar hij van 1957 tot 1962 speelde. In 1962/63 speelde hij nog een seizoen voor VV Standaard.. In 1963 stapte hij de trainerswereld in en ging aan de slag bij RKVV Kolonia, dat speelde in de Tweede klasse. Via VV Eijsden kwam Maas in 1968 bij RKVV Vijlen terecht, waarmee hij een jaar later zijn eerste prijs als trainer won. De ploeg werd in mei 1969 kampioen van de derde klasse B en dwong zo promotie af naar de tweede klasse.
Maas bleef echter niet aan als hoofdtrainer en maakte kort daarna de overstap naar RKSV Minor, dat eveneens in de Tweede klasse uitkwam. Minor sloot het eerste seizoen onder Maas af op een vijfde plaats. Het volgende seizoen verliep succesvoller. Minor presteerde goed en moest aan het einde van het seizoen een beslissingswedstrijd om het kampioenschap spelen tegen WVV '28. De wedstrijd eindigde na verlenging in een 2-2 gelijkspel, waardoor er een tweede beslissingswedstrijd aan te pas moest komen. Enkele dagen later won Minor onder het toeziend oog van circa vijfduizend toeschouwers met 4-1 van WVV en kroonde zich dusdoende tot kampioen. Maas verliet de ploeg na afloop van het seizoen, om aan de slag te gaan bij tweedeklasser RKSV Rapid. In november 1972 haalde hij zijn A-trainersdiploma van de KNVB. Na twee jaar bij Rapid maakte Maas de stap omhoog naar MKC, dat uitkwam in de Eerste klasse, toentertijd het hoogste amateurniveau. Hij miste met zijn ploeg echter dat seizoen promotie naar de nieuw opgerichte Hoofdklasse. 

### MVV en Boom FC
In de voorbereiding van het seizoen 1974/75 werd Maas aangesteld als hulptrainer bij Eredivisionist MVV, waar hij de naar Tongeren vertrokken Frans Körver opvolgde. Maas werd bij MVV de rechterhand van Leo Canjels, alsmede eindverantwoordelijke van het C-elftal van de Maastrichtenaren. Na een seizoen moest Canjels vertrekken en werd Maas doorgeschoven en als nieuwe hoofdtrainer aangesteld. Dit tot onvrede van Canjels, die enkele jaren later in een interview met Limburgsch Dagblad aangaf met fikse ruzie te zijn vertrokken bij de club en beweerde dat onder andere Maas hem eruit hadden gewerkt. Maas zou uiteindelijk een dramatisch debuutseizoen beleven met MVV. Op 8 juni 1976 degradeerde MVV voor het eerst in de geschiedenis uit de Eredivisie, na een 2-2 gelijkspel tegen FC Den Haag op de laatste speeldag van het seizoen. Maas kreeg vervolgens geen nieuw contract aangeboden en werd opgevolgd door George Knobel. Per 1 juli 1977 keerde hij weer terug bij de sterrendragers, die hem een fulltime baan aanboden als hulptrainer.
In februari 1978 trok Maas naar België, waar hij eersteklasser Boom FC ging coachen. De ploeg kende met Eddie Koens, Robert Kok, Rob Gruwel en Bennie Redel een aantal Nederlandse spelers. De ploeg verkeerde in degradatiezorgen en hoopte deze met de komst van Maas te doen verdwijnen. De Limburgsche oefenmeester wist het tij echter niet te keren. Boom eindigde het seizoen als hekkensluiter en degradeerde naar de tweede klasse. Maas gaf een aantal maanden later aan dat de degradatie terecht was en mede kwam door de geringe financiele middelen van de ploeg. Aan het einde van het kalenderjaar werd hij gedegradeerd tot assistent-trainer vanwege tegenvallende resultaten en stelde zijn ploeg Co Prins aan als nieuwe trainer. Na afloop van het seizoen werd Maas' aflopende contract niet verlengt.
Na een kortstondig avontuur bij Seiko SA uit Hongkong (waar hij alleen tijdens de voorbereiding trainer was) keerde Maas terug naar Limburg. Hij ging in 1984 aan de slag bij FC Vinkenslag, een club uit het gelijknamige woonwagenkamp. De ploeg kwam destijds uit in de Vierde klasse, maar zou onder Maas in de jaren die volgden een opmars maken in de voetbalpyramide. Driemaal werd de club onder zijn leiding kampioen (1985, 1986,en 1988), waardoor het opstoomde naar de Eerste klasse. Bijna promoveerde Maas ook nog met Vinkenslag in 1989 naar het hoogste amateurniveau, maar werd hierin afgetroefd door SV Meerssen. Na vijf jaar nam hij afscheid van de club, die drie jaar later alsnog naar de Hoofdklasse zouden promoveren.

### Veroordeling en laatste trainersklus
Op 12 mei 1990 kwam Maas in het landelijke nieuws nadat hij in Spanje was veroordeeld tot zeven jaar en vier maanden gevangenisstraf wegens het smokkelen van drugs. Maas gaf zelf aan onschuldig te zijn en verklaarde dat hij en zijn vriendin, zonder hun medeweten, door een ander Nederlands stel bij de drugssmokkel zijn betrokken. Hij had zijn auto tijdens een vakantie in Marokko uitgeleend aan een Amsterdams stel. In januari 1991 werd Maas na een moeizame procedure met hulp van zijn advocaat Theo Hiddema uitgeleverd aan Nederland. Hij kwam op 27 februari 1991 op vrije voeten. De Nederlandse rechtbank veroordeelde hem weliswaar tot twee jaar cel, maar aangezien Maas tweederde van zijn straf al had uitgezeten werd hij vervroegd vrijgelaten. Hij zou de zware periode in zijn leven later omschrijven als 'een echte hel'. Anderhalf jaar later moest Maas met hartproblemen naar het ziekenhuis, naar eigen zeggen vanwege de stress. De dokter raadde hem vervolgens aan om weer het voetbal op te gaan zoeken, waarop hij besloot plaatselijke vierdeklasser Geertruidse Boys te gaan coachen. Het zou zijn laatste trainersklus zijn.

## Spelerstatistieken
| Seizoen         | Club            | Competitie      | Competitie | Competitie | Beker | Beker | Overige | Overige | Totaal | Totaal |
| Seizoen         | Club            | Competitie      | Wed.       | Dlp.       | Wed.  | Dlp.  | Wed.    | Dlp.    | Wed.   | Dlp.   |
| --------------- | --------------- | --------------- | ---------- | ---------- | ----- | ----- | ------- | ------- | ------ | ------ |
| 1957/58         | MVV             | Eredivisie      | 0          | 0          | 0     | 0     | —       | —       | 0      | 0      |
| 1958/59         | MVV             | Eredivisie      | 13         | 6          | —     | —     | —       | —       | 13     | 6      |
| 1959/60         | MVV             | Eredivisie      | 28         | 1          | —     | —     | —       | —       | 28     | 1      |
| 1960/61         | MVV             | Eredivisie      | 9          | 1          | 1     | 0     | —       | —       | 10     | 1      |
| 1961/62         | MVV             | Eredivisie      | 0          | 0          | 0     | 0     | —       | —       | 0      | 0      |
| Carrière totaal | Carrière totaal | Carrière totaal | 50         | 8          | 1     | 0     | 0       | 0       | 51     | 8      |

## Erelijst

### Als trainer
| RKVV Vijlen                             |    |         |
| Kampioen Derde klasse                   | 1× | 1968/69 |
| RKSV Minor                              |    |         |
| Kampioen Derde klasse                   | 1× | 1970/71 |
| FC Vinkenslag                           |    |         |
| Kampioen Vierde klasse                  | 1× | 1984/85 |
| Kampioen Derde klasse                   | 1× | 1985/86 |
| Kampioen Tweede klasse                  | 1× | 1987/88 |
| Geertruidse Boys                        |    |         |
| Kampioen Eerste klasse Afdeling Limburg | 1× | 1993/94 |